# Stenopogon utahensis
Stenopogon utahensis är en tvåvingeart som beskrevs av Stanley Willard Bromley 1951. Stenopogon utahensis ingår i släktet Stenopogon och familjen rovflugor. Inga underarter finns listade i Catalogue of Life.